# Цейлонский калот
Цейлонский калот (лат. Calotes ceylonensis) — вид крупных ящериц из семейства агамовых. 

## Описание
Общая длина достигает 40 см. Окраска варьирует от серовато-коричневого до светло-синего или тёмно-коричневого цвета, задняя часть головы и передней части спины бледно-коричневая с более или менее чёткими тёмными пятнами. От верхней губы к уху, в сторону шеи и груди тянется тонкая полоса белого или чёрного цвета. По бокам сероватый или красноватый. Брюхо светло-коричневой окраски с более или менее чёткими полосами. Голова вытянута, лоб вогнутый; щёки выпуклые, выше барабанной полости имеется два ряда хорошо выраженных шипов. Развит затылочной гребень, состоящий из 10—12 шипов. Туловище сжатое с боков. Конечности умеренной длины, четвёртый палец заметно длиннее третьего; задние конечности достигают барабанной полости. Хвост длинный и тонкий.

## Образ жизни
Любит вечнозелёные муссонные леса, плантации и домашние сады. Встречается до высоты 400 метров над уровнем моря. Живёт в основном на деревьях. Активен днём. Питается бабочками, пчёлами. Естественными врагами этой ящерицы являются ужеобразные, птицы-носороги и циветты. Когда появляется опасность эта ящерица мгновенно поднимается на дерево 15 метров высотой и затем соскальзывает к другому дереву.

## Размножение
Яйцекладущие ящерица. Самка в августе-октябре выкапывает ямку в земле, куда откладывает 4—12 яиц размером 13,5—17,1 мм длиной и 7,8—8,9 мм в ширину. Детёныши появляются с ноября по декабрь.

## Распространение
Эндемик острова Шри-Ланка.